# Édit de persécution

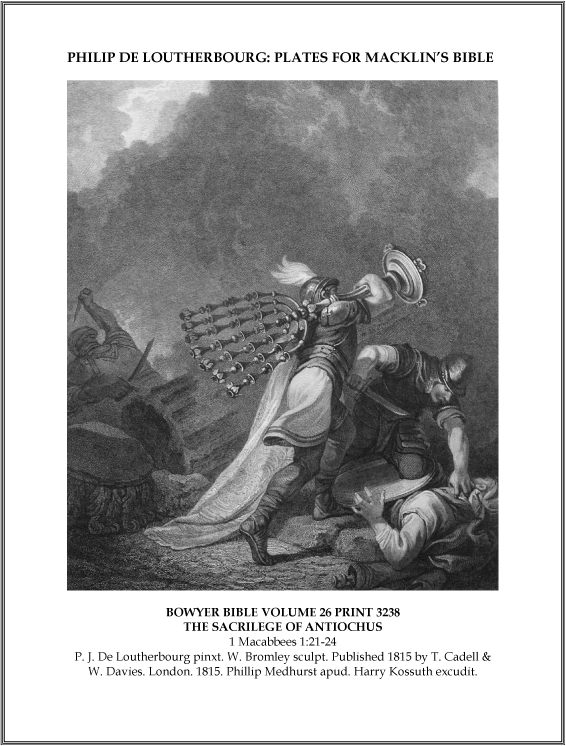
« Le sacrilège d’Antiochos » : un soldat séleucide profane la Menorah du temple de Jérusalem.

L’édit de persécution (hébreu : גזירות אנטיוכוס gzeirot Antiochos « décrets d'Antiochus » ou גזירות השמד  gzeirot hashemad « décrets de destruction ») consiste en une série d’édits religieux imposés aux Juifs par Antiochos IV Épiphane en 167 avant l’ère commune. Ils se voient ordonnés de profaner le culte divin dans le temple ainsi que le chabbat, les jours saints et la circoncision ; il leur est en outre interdit d’étudier la Torah ou de la respecter.
Ces décrets représentent alors un événement extraordinaire dans l'histoire des religions et constituent le casus belli de l'insurrection des Hasmonéens. Ils peuvent également être compris dans un sens plus profond comme l'affrontement entre judaïsme et hellénisme ou plus généralement, entre monothéisme et polythéisme.

## Contexte historique
Antiochos IV, roi de la dynastie séleucide, compte parmi les plus grands potentats de l'Orient. Poursuivant les menées de son père Antiochos III, il tente de mener des conquêtes aux dépens des Lagides d'Égypte. Antiochos III, bien que battu par Ptolémée IV à la bataille de Raphia lors de la quatrième guerre syrienne, a su exploiter à son avantage le terrain politique défavorable en Égypte pour déclencher la cinquième guerre syrienne au cours de laquelle il est parvenu à conquérir la terre d'Israël en 198 avant l'ère commune.
Au cours de la sixième guerre syrienne qui a lieu vingt-huit ans plus tard, Antiochos IV parvient à conquérir l'Égypte à l'exception d'Alexandrie où se sont réfugiés les frères et sœurs de Ptolémée VI. Un traité de paix le restaure à la tête de l'Égypte devenue vassale des Séleucides tandis que la famille royale en demeure l'ennemie et est combattue par le roi. Antiochos, qui est parvenu à regrouper sous sa bannière tous les royaumes hellénisés du Proche-Orient regagne ses terres en vainqueur, en passant par la terre d'Israël.
Cependant, Ptolémée ne tarde pas à retourner ses alliances, contraignant Antiochos à retourner en Égypte. Il mène une nouvelle campagne victorieuse mais fait face à un nouvel ennemi : Rome, qui vient de détruire Carthage et de vaincre la Macédoine, entend étendre sa domination sur le flanc oriental de la Méditerranée et somme Antiochos de renoncer à ses prétentions sur l’Égypte dans un langage particulièrement humiliant selon les chroniqueurs de l’époque. Ancien otage en vertu de la paix d’Apamée imposée à son père, Antiochos ne connait que trop bien la puissance des Romains et se retire d’Égypte en passant encore une fois par la terre d’Israël. Bien qu’il demeure l’un des rois les plus puissants de la région, il vient d’être humilié par Rome aux yeux de tous.